# Tauleta tàctil

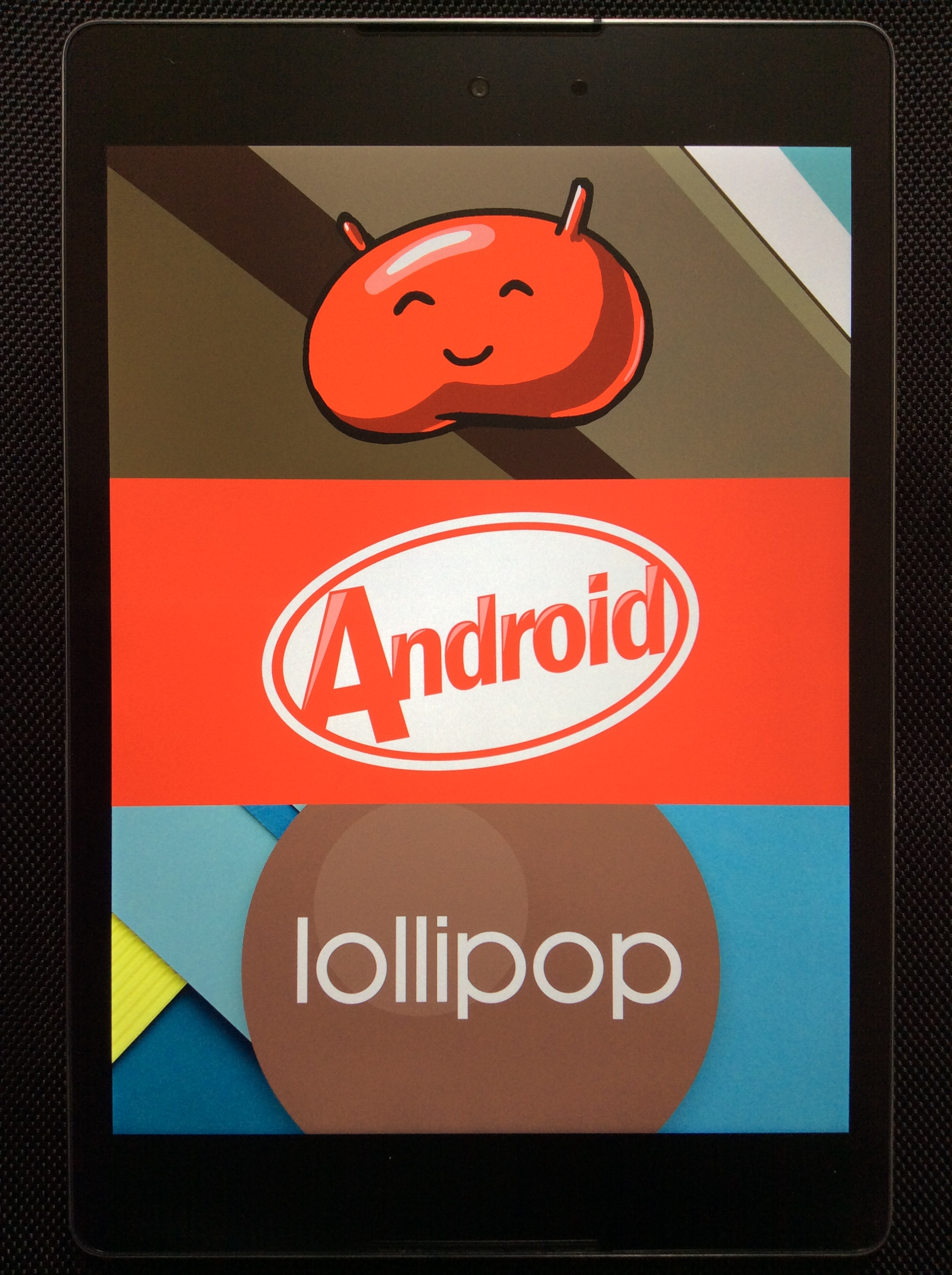
Nexus 9, amb sistema operatiu Android.

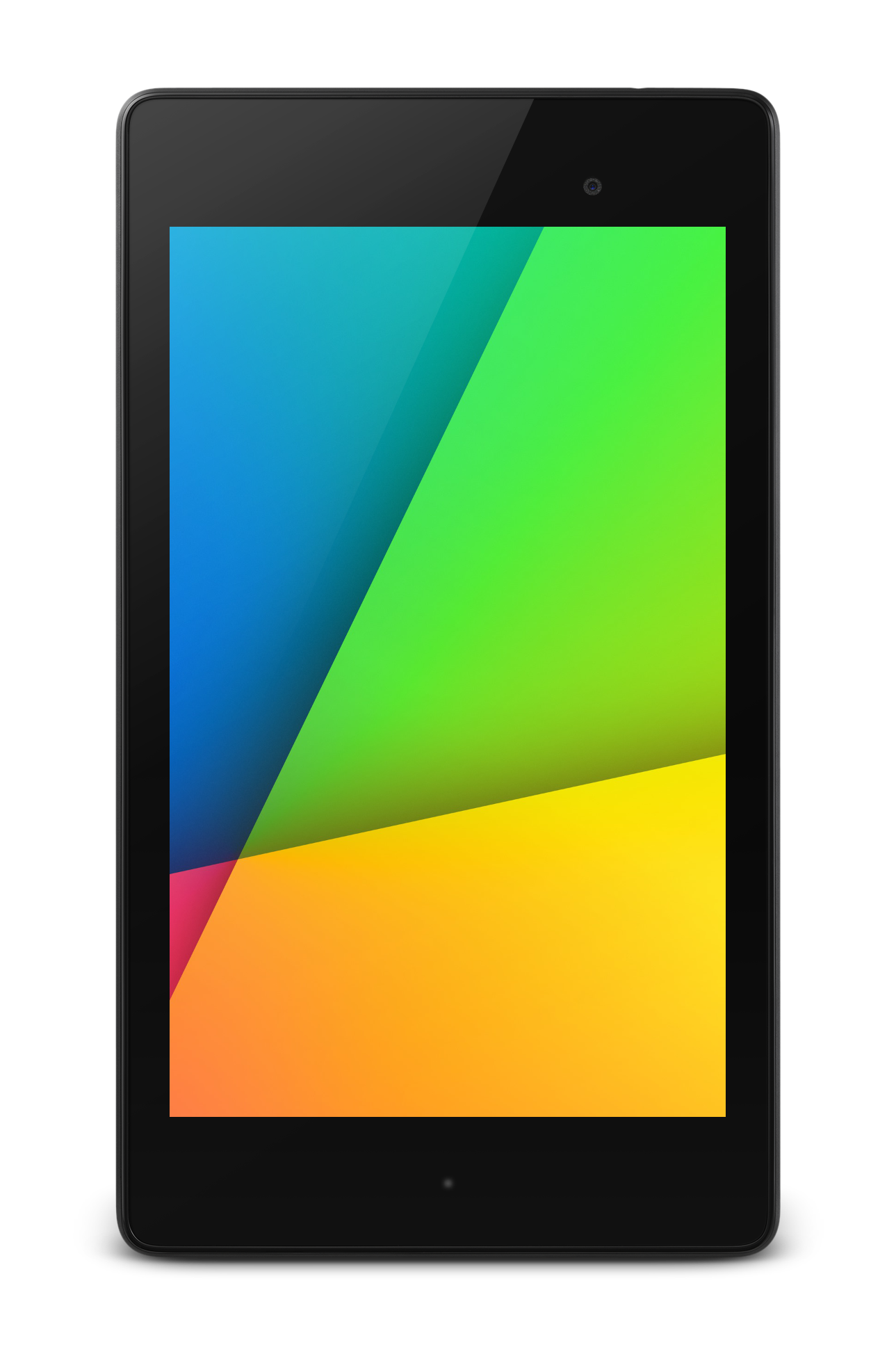
Una Nexus 7 de seconda generació, amb sistema operatiu Android.

Una tauleta tàctil (en anglès, tablet) és un dispositiu electrònic a mig camí entre una ordinador portàtil i un telèfon mòbil, al qual s'hi pot escriure a través d'una pantalla tàctil. Un usuari pot utilitzar un estilet (o stylus) per a treballar amb l'ordinador sense necessitat de teclat ni ratolí.

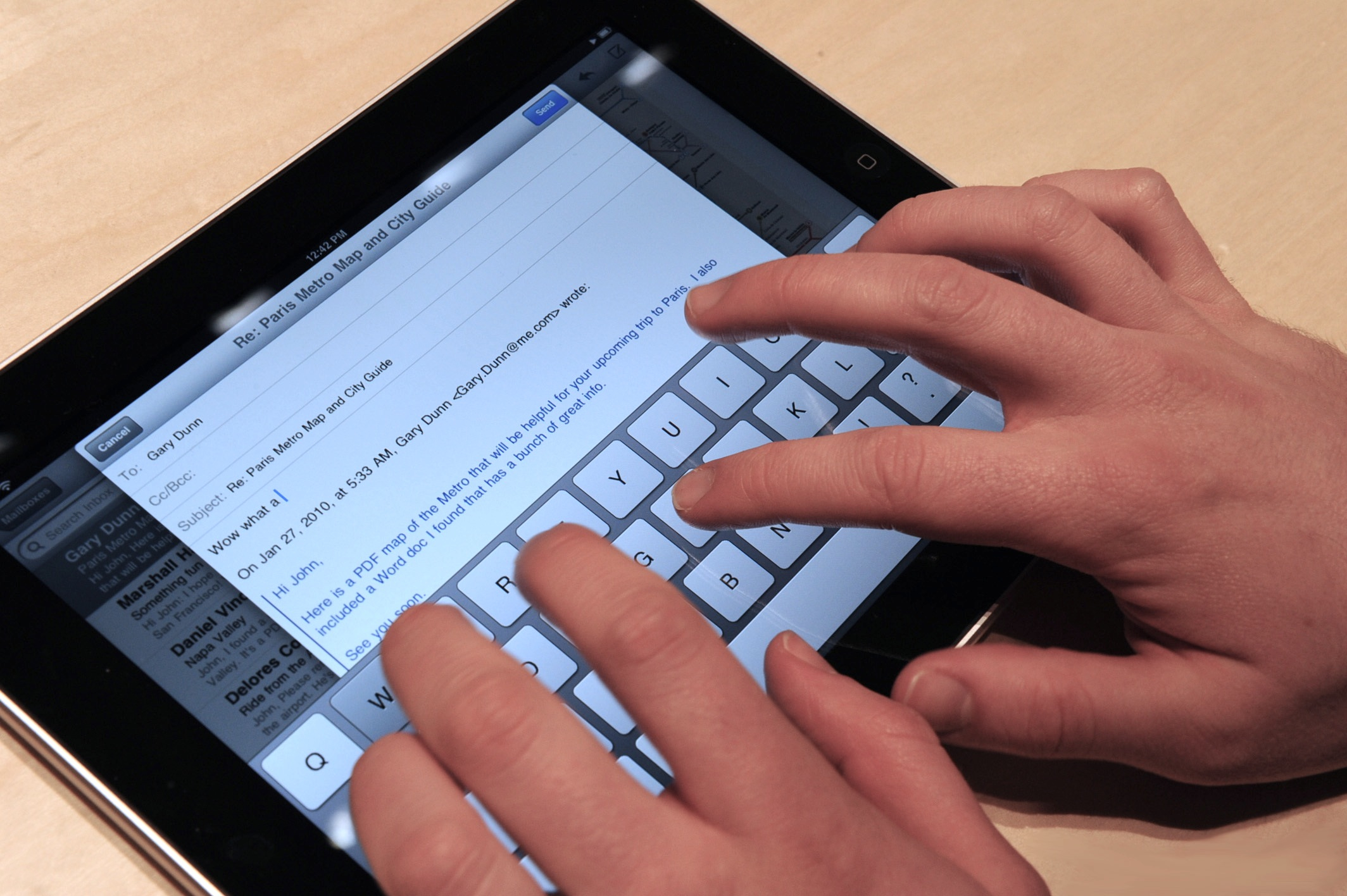
Un iPad mostrant l'ús del teclat virtual.

Aquesta modalitat d'ordinador portàtil ha suposat un avanç significatiu en l'aplicació dels estudis de lingüística computacional. N'hi ha models que només aporten la pantalla tàctil a manera de pissarra, sent així molt lleugers. També hi ha ordinadors portàtils amb teclat i ratolí, anomenats convertibles, que permeten rotar la pantalla i col·locar-la com si es tractés d'una pissarra, per a fer-ne ús com a Tablet PC.
Per compensar el dèficit de teclat físic la majoria de tauletes son capaces de connectar-se a dispositius independents a través de Bluetooth o USB.

## Història
Un antecedent a nivell funcional és d'origen romà d'Orient, de vora del segle ix, que consistia en una objecte compost d'una taula de fusta amb cera per a escriure i borrar i, uns pesos per a calcular preus.

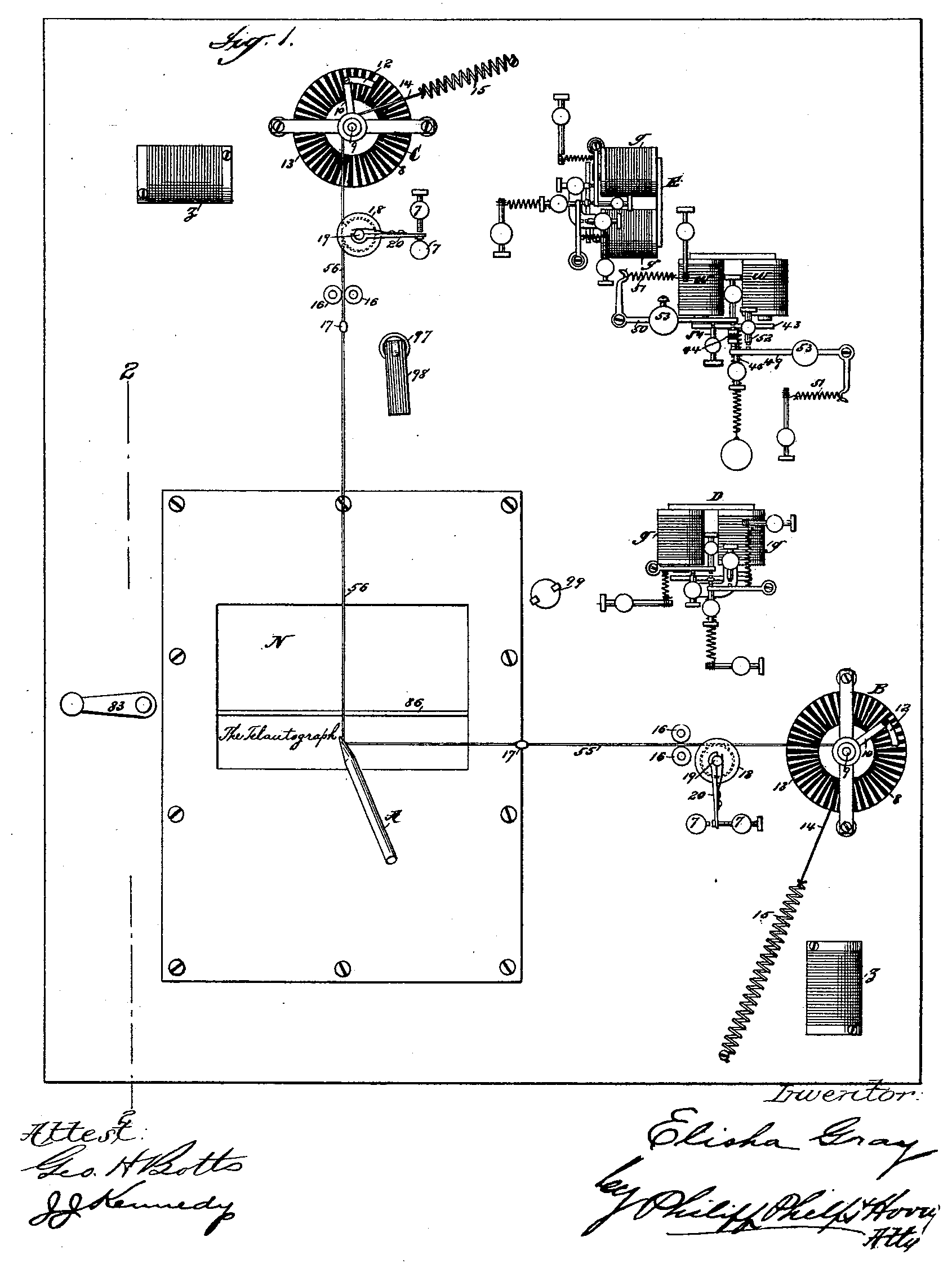
Esquema de la patent del "teleautògraf" de l'any 1888

A finals del segle xix (1880), Elisha Gray va dissenyar un gadget que era capaç de transmetre lletres d'un dispositiu a un altre mitjançant un llapis elèctric, a mode de telègraf, el “Telautograph", invent precursor d'altres com el fax o les mateixes tauletes.

### Tauletes tàctils de ficció
Els ordinadors en forma de tauleta han aparegut en diverses obres de ciència-ficció a partir de la segona meitat del segle xx, per exemple:
- La descripció de la "tauleta calculadora" a la novel·la de 1951 La Fundació, d'Isaac Asimov.
- L'"opton" de la novel·la de 1961 Retorn de les estrelles, de Stanislav Lem.
- Nombrosos aparells mostrats a la sèrie de televisió original Star Trek, de Gene Roddenberry, 1966.[5]
- El "newspad" d'Arthur C. Clarke[6] mostrat a la pel·lícula 2001: una odissea de l'espai, de Stanley Kubrick (1968).
- Un aparell semblant descrit a la Guia galàctica per a autoestopistes, una ràdio-comèdia de 1978 escrita per Douglas Adams.

### Primers prototips
L'any 1968 el científic informàtic Alan Kay va projectar una aparell anomenat KiddiComp (després es va desenvolupar i anomenar Dynabook) mentre realitzava el seu doctorat. En una proposta escrita el 1972, el descriu com un «ordinador personal per a nens de totes les edats.» Hi feia notar la necessitat d'unes capacitats similars a les dels ordinadors portàtils o tauletes tàctils actuals i també d'una bateria de llarga durada. Emperò, no definia exactament la forma o l'ús de les tauletes tàctils. Aquesta mai es va fabricar per manca de suport, l'elevat cost i per limitacions tecnològiques de l'època. Kay amb el seu prototip i paradigma de la tecnologia del Dynabook va ser l'inspirador de llenguatges de programació, de la interfície gràfica que posteriorment es desenvoluparen informàtica i tecnològicament.
L'any 1994 la Unió Europea va començar el projecte 'OMI-NewsPAD' (EP9252), inspirat per conceptes semblants que apareixen a les obres de ficció de Clarke i Kubrick. L'empresa Acorn Computers va desenvolupar ordinadors basats en pantalles tàctils i amb processadors amb arquitectura ARM. Aquests aparells es van anomenar NewsPad i se'n van fer proves inicials a Barcelona. El projecte va finalitzar l'any 1997.
A la fira COMDEX de novembre del 2000, l'empresa Microsoft va presentar el prototip Tablet PC, que venia a ser un producte híbrid entre l'ordinador portàtil i les més recents tauletes tàctils.
L'any 2001 Ericsson va anunciar un aparell experimental anomenat DelphiPad, desenvolupat en cooperació amb el Centre for Wireless Communications de Singapur, que comptava amb pantalla tàctil i que utilitzava Linux com a sistema operatiu i el navegador web Netscape Navigator.

## Tipologia d'aparells
Les tauletes es poden diferenciar entre elles i incloure-les en diferents categories segons la mida, el sistema operatiu que utilitzen, canals d'entrada i/o sortida que disposen o els seus usos.
- Slate (pissarra). Dispositius amb una llargada de pantalla d'entre 7 i 10 polzades.
- Mini tablet. Dispositius més petits i menys pesats que les slate.
- Phablet. Híbrid entre tauleta i telèfon intel·ligent. Telèfon mòbil amb una pantalla més gran de l'habitual o bé tauleta tàctil connectada a la xarxa mòbil.
- 2-en-1. És una combinació d'una tauleta tàctil i d'un notebook que té funcionalitats dels dos aparells.
- Gaming tablet. Algunes tauletes es modifiquen amb maquinari que permet la millora de l'experiència del gaming.
- Booklet. És un tipus de tauleta tàctil que es pot doblegar com un ordinador portàtil.
- Customized business tablet. Hardware i software personalitzats segons necessitats específiques de diferents tipus de negocis.

## Usos
La tauleta funciona com un ordinador però en ser mòbil és més lleugera i funcional. Amb aquest dispositiu es pot tenir accés a diferents arxius a través de la xarxa:
- Vídeos o realitzar trucades a un altre dispositiu amb la càmera.
- Imatges.
- Música.
- Consulta i edició de textos.
- Pàgines web.
- Blogs.
- Etc.[17]

A través de la tauleta es pot accedir a una gran varietat d'aplicacions amb funcions específiques que permeten realitzar múltiples funcions:
- Creació de cartells, còmics, vídeos, narracions, presentacions, fulls de càlcul, etc.
- Edició o creació de fotos, vídeos, textos, etc.
- Jugar.
- Gravació de la veu.
- Etc.

La tauleta té un ús complementari al de l'ordinador, però té aplicacions expertes en diferents contextos perquè aquests dispositius s'utilitzen de manera professional a la feina. Els especialistes desenvolupen les tasques de manera més fàcil amb les tauletes, gràcies a la mobilitat que permeten.

## Tablet Computing a l'educació
Algunes característiques que justifiquen la seva integració al context educatiu són:
- Ús personal. Aprenentatge en qualsevol lloc (a l'aula, a casa...)
- Interactivitat. Pantalla multi tàctil, possibilitats interactives amb els dits i amb el punter.
- Autonomia. La seva bateria possibilita una durada d'una jornada escolar completa.
- Portabilitat. Lleugera i portable d'un lloc a un altre.
- Suport digital multimèdia. Facilita l'accés, creació i edició d'informació en format digital multimèdia: textos, imatges, àudios, vídeos, etc.
- Accés a llibres electrònics.
- Micròfon i webcam.
- Productivitat. Diferents programes d'edició per a un aprenentatge basat en la construcció de materials.
- Cal·ligrafia. Punter sobre la pantalla tàctil que permet la integració de la cal·ligrafia a mà alçada.

## Avantatges i errades de l'ús de tauletes a l'aula
Alguns avantatges són:

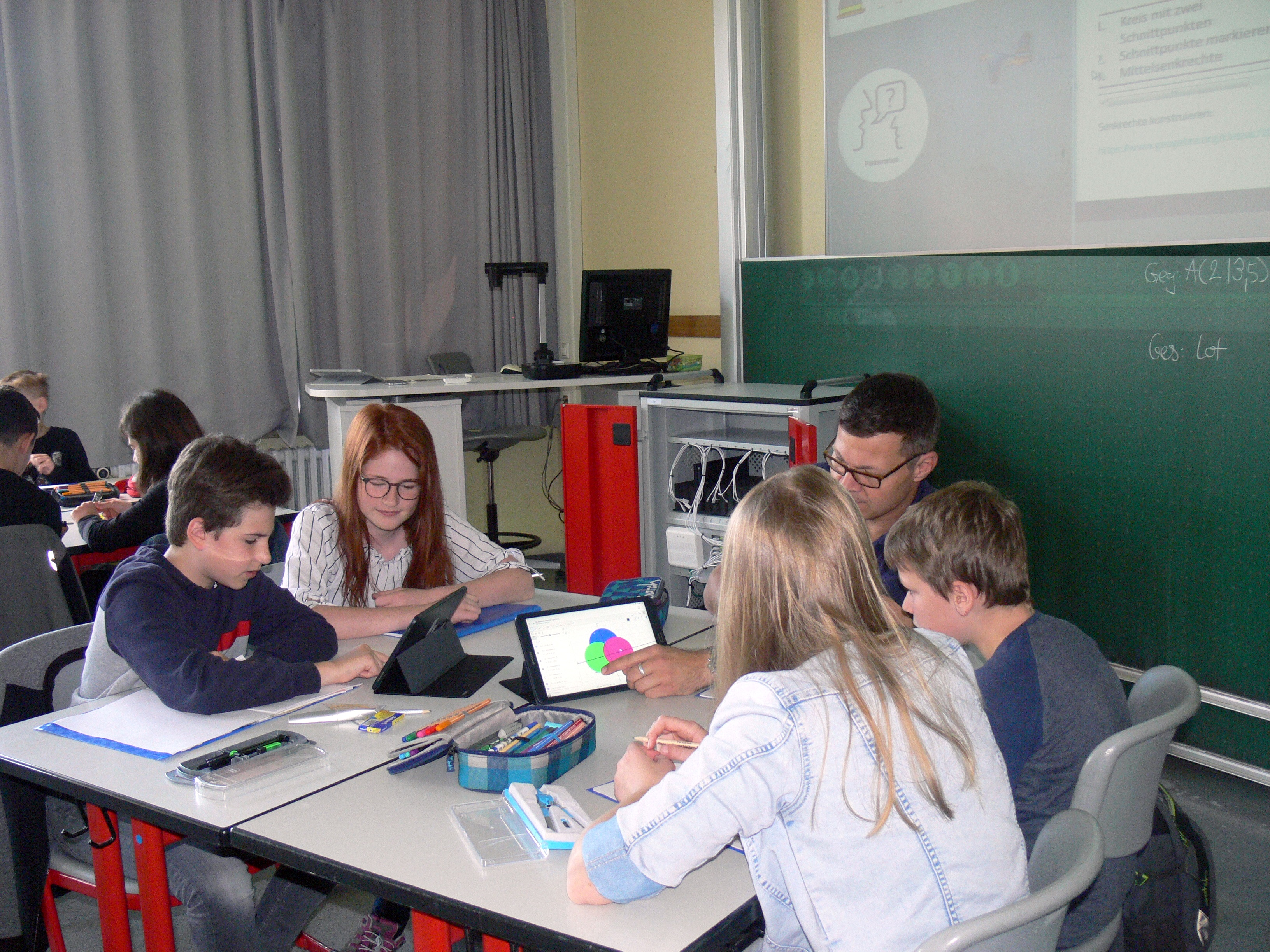
Ús de tauletes a l'aula.

- Personalitzar l'aprenentatge a cada estudiant de forma fàcil i precisa. L'anàlisi de les dades que proporcionen les eines d'interacció i realimentació en temps real amb els alumnes dona facilitats per identificar amb antelació aquells estudiants que necessiten ajuda i aquells que poden assumir reptes d'aprenentatge superiors. Les tauletes s'adapten al nivell de l'alumnat, de manera que beneficia a tot l'alumnat de manera individual.
- Facilitar un aprenentatge autònom, actiu i mòbil.
- Millorar el flux de treball i facilitar l'avaluació conjunta, amb accés immediat a la feina dels altres companys. D'aquesta manera s'afavoreix la revisió i la col·laboració entre el grup d'alumnes de forma constant.
- Visualitzar un concepte amb major flexibilitat de maneres molt diferents (fotografies, vídeos, 3D…).
- Donar suport a la creativitat de l'estudiant. Creació de presentacions amb animacions, infografies, cartells, llibres electrònics interactius, etc.
- Crear un portafoli digital. Permet la visualització del propi progrés i la reflexió sobre la pròpia evolució.
- Capturar continguts a l'aula com: registrar la veu del professor i disposar de les lliçons en àudio o vídeo.
- Connectar alumnes, pares i professors. Reforçar a casa el que s'ha aprés a classe, supervisar la llista d'activitats a lliurar, seguiment del progrés, etc.
- Facilitar la implementació del model de la classe inversa. L'alumnat aprèn un tema de manera individual a casa amb la visualització de vídeos (els quals els ha penjat un docent a la xarxa) de curta durada a la tauleta. D'aquesta manera es permet repetir, aturar i meditar el contingut fins que s'interioritzi.

Algunes errades freqüents:
- Enfocaments equivocats que impedeixen una incorporació amb èxit de la tauleta a l'aula.
- Ús de la tauleta mentre s'utilitza la mateixa metodologia: una simple transferència d'informació del professor a l'alumne de forma passiva.
- Escassa o nul·la formació per part del professorat amb les eines a utilitzar.